# Altes Almhaus

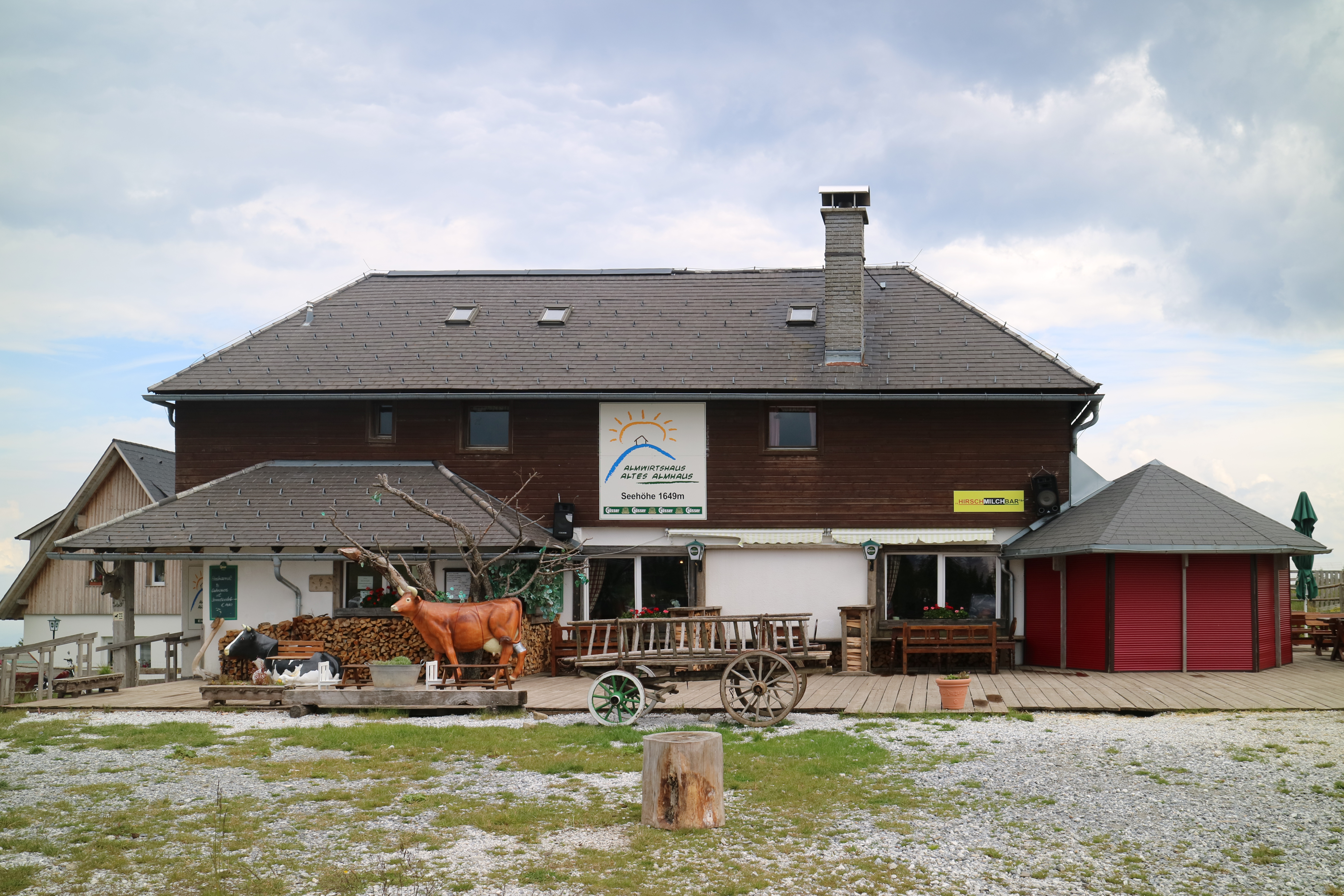
Auberge Altes Almhaus.

Altes Almhaus est une auberge de montagne, située dans le sud du Land de Styrie en Autriche. Les Stubalmlifte autour de la maison étaient une petite station de ski. En 2016, les remontées ont été démolies après deux hivers ayant peu de neige.